# Club Ciclista Lima Association
Il Club Ciclista Lima Association, conosciuto semplicemente come Ciclista Lima, è una società di calcio peruviana, con sede a Lima.

## Storia
Il Club Ciclista Lima Association, con il nome di Unión Ciclista Peruana, venne fondato il 22 dicembre 1896 sotto la presidenza di Pedro de Osma, risultando il quarto club peruviano più antico per fondazione.
Le attività svolte inizialmente dal club vertevano su ciclismo e baseball fino al 1917, anno in cui si fuse con l'Associazione Football Club, portando la società a dedicarsi maggiormente al calcio. Il club esordì nella massima serie peruviana nel campionato 1927.
Nel 1929 e nel 1931 organizzò due tournée in Venezuela. Sempre nel 1929 partecipò al primo incontro internazionale di calcio in Colombia, ove affrontò i padroni di casa dello Sporting Barranquilla.
Non ha mai vinto un titolo nazionale, ma può vantare due affermazioni nel campionato di seconda divisione nel 1944 e nel 1946. Dopo un lungo periodo di assenza dalla massima divisione peruviana, vi ritornò nella stagione 1994, ottenendo il secondo nel torneo di Apertura, che permise al Decano di accedere alla Coppa CONMEBOL 1995, da cui furono eliminati agli ottavi dai cileni del Cobreloa. Il club retrocesse nuovamente in cadetteria al termine del campionato 1996.

## Palmarès

### Competizioni nazionali
- Segunda División: 3

1944, 1946, 1993